# Daba Modibo Keïta
Pour les articles homonymes, voir Modibo Keïta et Keita.
Daba Modibo Keïta est un taekwondoïste (sportif pratiquant le Taekwondo) malien, né le 5 avril 1981 à Abidjan (Côte d'Ivoire)  Il a remporté la médaille d'or lors des 18es Championnat du monde masculin de taekwondo organisés en 2007 à Pékin, dans la catégorie des plus de 84 kg et l'a conservée lors des 19es Championnat du monde masculin de taekwondo organisés à Copenhague (dans la catégorie des plus de 87 kg).
Entre-temps, il a représenté le Mali lors des Jeux olympiques de 2008 à Pékin.
Il fait partie du collectif des Champions de la Paix de Peace and Sport avec plus de 100 sportifs de haut niveau engagés personnellement en faveur du mouvement de la paix par le sport.

## Palmarès[4]
- 1996 : médaille d’argent au Championnat ouest-africain à Abidjan
- 1997 : médaille d’argent au Championnat ouest-africain à Bamako
- 1999 : médaille de bronze au Championnat ouest-africain à Accra
- 2002, 2004 : champion du Mali
- 2004 : médaille d’or au Championnat open de Paris, à l’Open international de Nantes  et au Tournoi open de Picardie
- 2005 : médaille d’or au Championnat open de Paris
- 2005 : trophée de bon esprit de combat au 17e Championnats du monde de taekwondo de Madrid
- 2005 : médaille d’or  au Championnat d’Afrique à Madagascar
- 2005 : médaille d’or  à la Coupe du monde francophone à Niamey (Niger).
- 2007 : médaille d'or lors des 18es Championnat du monde masculin de taekwondo organisés à Pékin (République populaire de Chine) dans la catégorie des plus de 84 kg[3] ainsi que le trophée de meilleur combattant.
- 2009 : médaille d'or lors des 19es Championnats du monde de taekwondo 2009 à Copenhague dans la catégorie +87 kg[5].